# Dommedagsnatt
Dommedagsnatt es un EP de la banda de Death/doom estadounidense-noruega Thorr's Hammer, publicado bajo el sello Moribund Records en 1996 en casete, aunque no sería hasta 1998 cuando fue publicado en CD, ganando más popularidad.
Más tarde la discográfica Southern Lord lo republicaría en versión de vinilo.

## Lista de canciones
| N.º | Título                                                | Duración |  |
| 1.  | «Norge»                                               | 7:37     |  |
| 2.  | «Troll»                                               | 4:25     |  |
| 3.  | «Dommedagsnatt»                                       | 8:07     |  |
| 4.  | «Mellom Galgene» (En directo y solo en la versión CD) | 12:12    |  |

## Créditos
- Runhild Gammelsæter - Voz
- Greg Anderson - Guitarra eléctrica
- Stephen O'Malley - Guitarra eléctrica
- James Hale - Bajo
- Jamie Sykes - Batería